# Villers-la-Chèvre
Villers-la-Chèvre (Luxemburgs: Geesswëller) is een gemeente in het Franse departement Meurthe-et-Moselle (regio Grand Est) en telt 520 inwoners (2004).
De gemeente maakt deel uit van het arrondissement Briey en sinds 22 maart 2015 van het kanton Mont-Saint-Martin. Daarvoor hoorde het bij het kanton Longuyon in hetzelfde arrondissement.

## Geografie
De oppervlakte van Villers-la-Chèvre bedraagt 4,0 km², de bevolkingsdichtheid is 130,0 inwoners per km².
De plaats ligt aan de belangrijke weg de N18 die hier onderdeel vormt van de Europese weg 44.

## Demografie
Onderstaande figuur toont het verloop van het inwonertal (bron: INSEE-tellingen).